# Héctor Barreneche
Héctor Ismael Barreneche (Mercedes, 24 dicembre 1938) è un ex cestista argentino.

## Carriera
Con l'Argentina ha disputato due edizioni dei Campionati mondiali  (1959, 1967).